# Amanita beckeri
Amanita beckeri là một loài nấm thuộc chi Amanita trong họ Amanitaceae. Loài này phân bố ở châu Âu và được Huijsman miêu tả khoa học lần đầu tiên năm 1962.